# Línguas da Guiné-Bissau
O português é a única língua oficial da Guiné-Bissau, que é o idioma usado pela administração do país desde os tempos que a Guiné-Bissau era colônia portuguesa. A Guiné-Bissau é um membro de pleno direito da Comunidade dos Países de Língua Portuguesa (CPLP).
Em 1983, 44% dos guineenses falavam o crioulo da Guiné-Bissau, um crioulo de base portuguesa, 11% falava a língua portuguesa e o restante, várias línguas africanas. As últimas estimativas apontam que menos de 15% dos guinenses falam português (porém, não existem pesquisas mais recentes sobre esse assunto). De acordo com o censo de 2009 o português é falado por 46,3% da população nas zona urbanas e 14,7% no meio rural. Já o crioulo que é a língua franca da Guiné-Bissau é falado por cerca de 70% da população total do país,Também falam línguas dialetas Regionais.

## Língua portuguesa

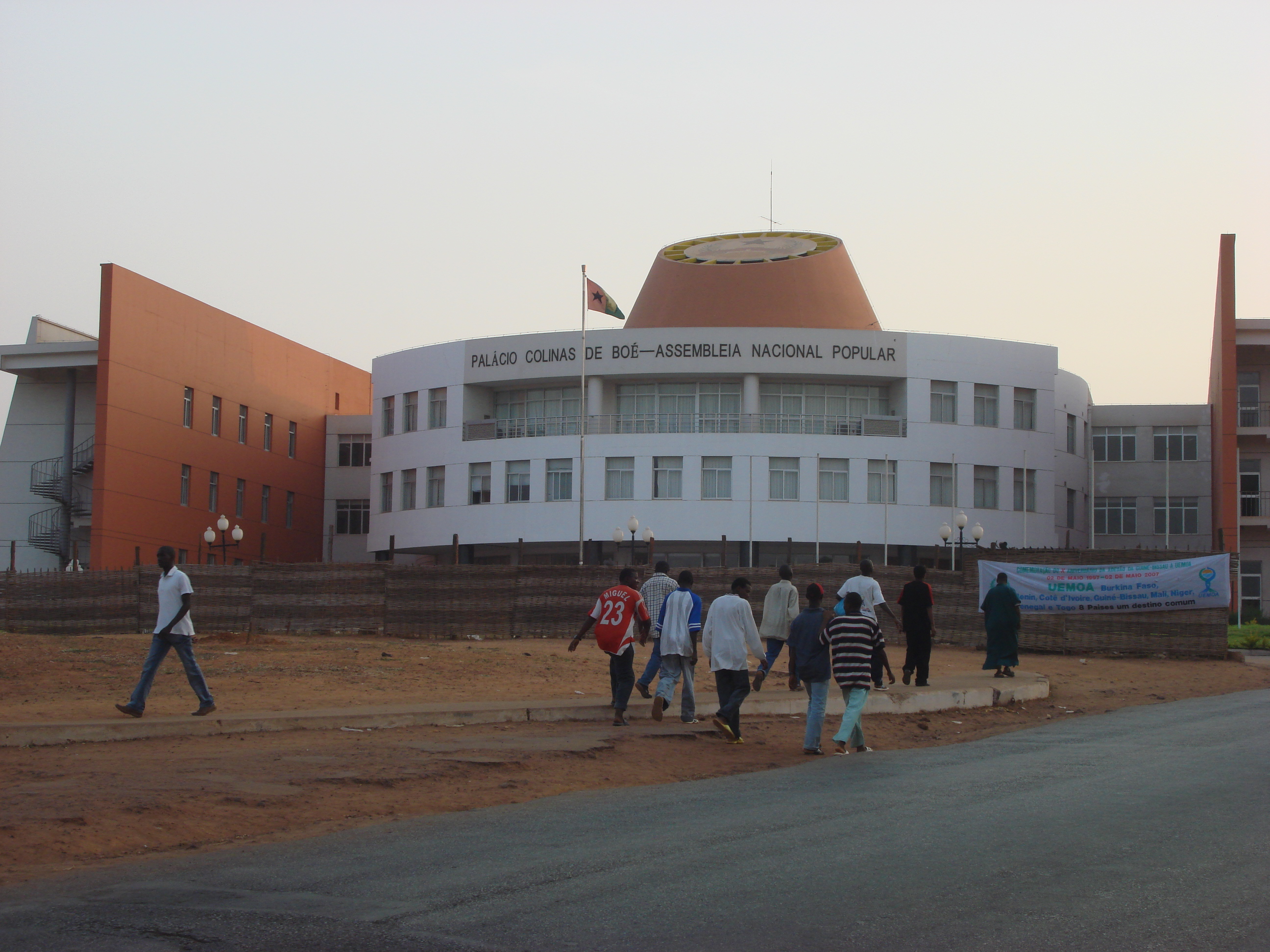
A Assembleia Nacional com escrita em língua portuguesa.

A presença da língua português no país ainda não está consolidada, devido apenas uma pequena parcela da população guineense ter o português como língua materna e menos de 15% tem um domínio aceitável do português. A zona lusófona do país corresponde ao espaço geográfico conhecido como "a praça", que representa à zona central e comercial da capital, Bissau.
Devido ao fato de ser a língua oficial da Guiné-Bissau, o português é a língua de ensino nas escolas. É também o idioma da produção literária, da imprensa escrita, da legislação e administração. Deparamo-nos, então, com este paradoxo: tudo está escrito na língua portuguesa, porém uma parte esmagadora da população não domina a língua. As crianças guineenses são alfabetizadas numa língua que não escutam, nem em casa nem na rua, no país praticamente só é possível se comunicar em português com a elite política e intelectual.

A situação se agrava ainda mais devido ao fato da Guiné-Bissau ser um país encravado entre países francófonos e com uma grande comunidade imigrante oriunda do Senegal e da Guiné (também conhecida como Guiné-Conacri). Devido a abertura à integração sub-regional e da grande participação dos imigrantes francófonos no comércio, existe atualmente uma grande tendência de as pessoas utilizarem e aprenderem mais a língua francesa do que o português. Existem fontes que defendem que, atualmente, o francês já é a segunda língua mais falada no país, depois do crioulo.  Pelo censo de 2009 o português e o francês são falados respetivamente por 46,3% e 10,6%  da população nas zona urbanas, e 14,7% e 1,6% no meio rural.

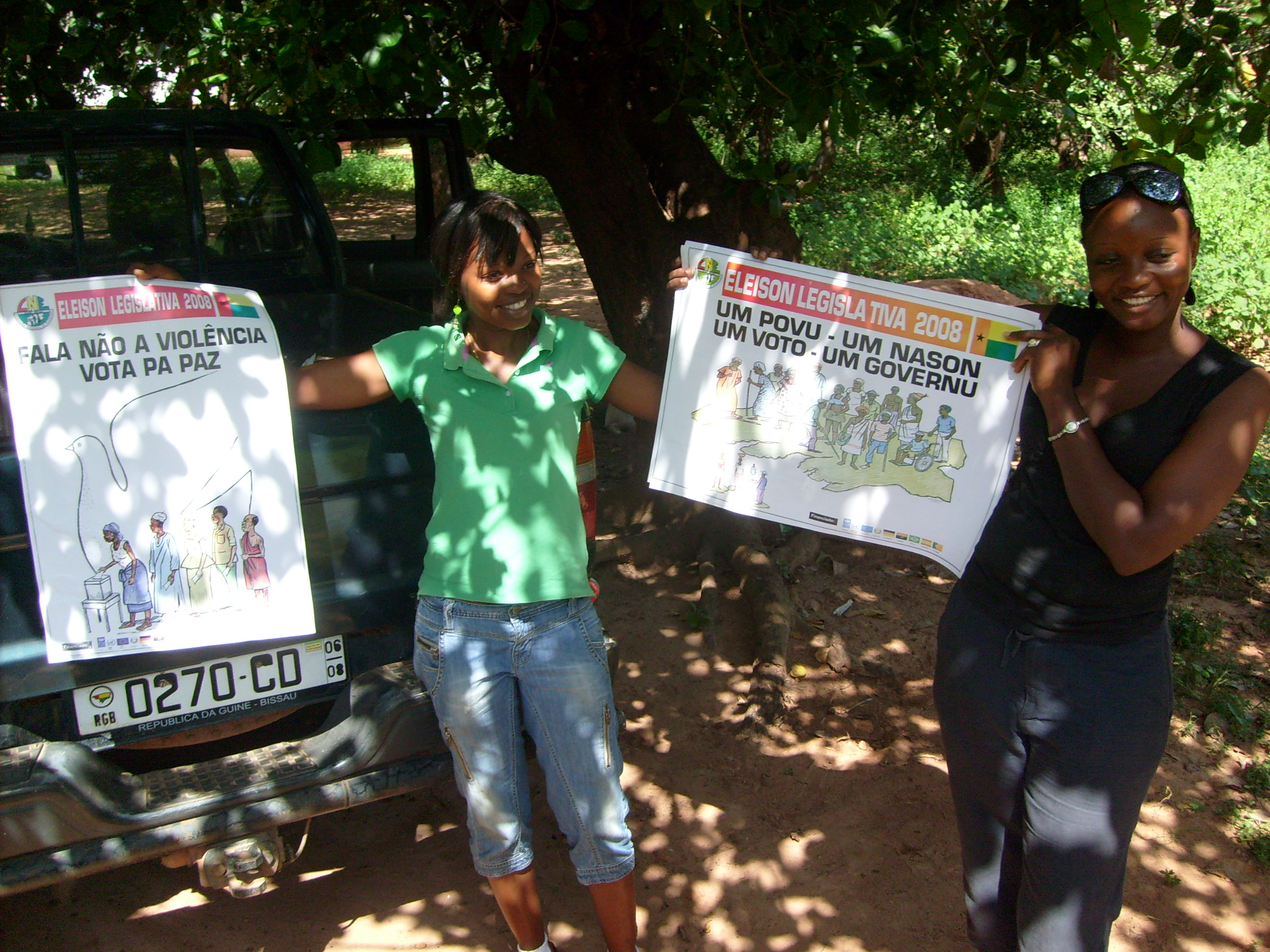
Eleitores com cartazes escritos em Kriol para a campanha das eleições legislativas da Guiné-Bissau em 2008, na Região de Biombo.

## Crioulo da Guiné-Bissau
O crioulo da Guiné-Bissau, também conhecido por guineense ou kriol é a língua nacional da Guiné-Bissau, ela é uma língua crioulo de base portuguesa. Este crioulo teve um papel importante na formação da identidade nacional. É a língua veicular e de unidade nacional, não possui estatuto oficial, ela coabita, numa situação de triglossia ou de diglossias sobrepostas, com o português, o idioma oficial, e as mais de duas dezenas de línguas africanas nígero-congolesas que constituem as línguas maternas da grande maioria da população do país. O crioulo da Guiné-Bissau possui dois dialetos, o de Bissau e o de Cacheu, no norte do país. Cerca de 160 mil pessoas falam o crioulo como primeira língua na Guiné-Bissau e mais 600 mil como segunda língua.

## Línguas africanas
Algumas das línguas africanas mais faladas na Guiné-Bissau são o crioulo, o manjaco, o fula, o mandinga, o balanta, o papel e o mancanha.
| Nome                | Local onde é falada                                                                                  | Nome alternativo |
| ------------------- | --- | --- |
| Badjara             | Curva Nordeste do país                                                                               | Badyara, Badian, Badyaranke, Pajade, Pajadinca, Pajadinka, Gola e Bigola |
| Bainouk – Gunyuño   | Sul do rio Casamansa                                                                                 | Banyum, Banyun, Bagnoun, Banhum, Bainuk, Banyung, Elomay e Elunay |
| Balanta             | No país                                                                                              | Balanta-Kentohe, Balant, Balante, Balanda, Ballante, Bellante, Bulanda, Brassa, Alante e Frase. Dialetos: Fora, Kantohe (Kentohe, Queutohe), Naga e Mane                                                                      |
| Basari              | Nordeste do país                                                                                     | Onian, Ayan, Biyan, Wo e Bassari |
| Bayot               | Noroeste do país                                                                                     | Bayote, Baiot e Bayotte |
| Biafada             | Sul Central, Norte de Nalu                                                                           | Beafada, Bafar, Bidyola, Bedfola, Dfola e Fada |
| Bidyogo             | Roxa e Ilhas Bijagós                                                                                 | Bijago, Bijogo, Bijougot, Budjago, Bugago e Bijuga |
| Ejamat              | No país                                                                                              | Ediamat, Fulup, Feloup, Felup, Felupe, Floup e Flup |
| Kasanga             | Sobrevive perto de Felupe, a Noroeste, numa área de fronteira escassamente povoada                   | Cassanga, Kassanga, I-Hadja e Haal |
| Kobiana             | No país                                                                                              | |
| Mandinga (mandinka) | Centro-Norte, Centro e Nordeste                                                                      | Mandinka, Mandingue, Mandingo, Mandinque e Manding |
| Manjaco             | Metade falam o dialeto central, 25% falam dialetos que são inerentemente inteligíveis com o primeiro | Mandjaque, Manjaca, Manjaco, Manjiak, Mandyak, Manjaku, Manjack, Ndyak, Mendyako e Kanyop. Dialetos: Bok (Babok, Sarar, Teixeira Pinto e Tsaam), Likes-Utsia (Baraa e Kalkus), Cur (Churu), Lund, Yu (Pecixe, Siis e Pulhilh) |
| Mancanha (Mankanya) | No país                                                                                              | Mankanha, Mancanha, Mancangne, Mancang e Bola. Dialetos: Burama (Bulama, Buram e Brame), e Shadal (Sadar) |
| Mansoanka           | No país                                                                                              | Mansoanca, Maswanka, Sua, Kunant e Kunante |
| Nalu                | Sudoeste, perto da costa                                                                             | Nalou |
| Papel (ou pepel)    | No país                                                                                              | Papel, Papei, Moium e Oium |
| Fula (pulaar)       | Centro Norte e Nordeste do país                                                                      | Fulfulde-Pulaar, Pulaar Fulfulde, Peul e Peulh. Dialetos: Fulacunda (Fulakunda, Fulkunda, Fula Preto e Fula Forro) |
| Soninke             | No país                                                                                              | Sarakole e Marka. Dialetos: Azer (Adjer, Aser, Ajer, Masiin e Taghdansh) |

## Língua francesa
O francês é a principal língua estrangeira da Guiné-Bissau, sendo que atualmente já é ensinado nas escolas, o país é cercado por nações de língua francesa (Senegal e Guiné), além de ser membro da Francofonia.